# Derecho a acrecer
El derecho a acrecer es la facultad que se da en Derecho de sucesiones a los demás herederos a acrecentar su herencia añadiendo parte de la de otro heredero que previamente renunció a tomar su parte. En ese caso, el porcentaje de la herencia que no ha sido aceptado deberá repartirse entre el resto de herederos.
En España está regulado en los artículos 981 a 987 del Código Civil.
En Argentina lo encontrabamos regulado en el Libro Cuarto, Sección primera, Título XVIII del derogado Código Civil de Vélez (Arts. 3810 al 3823). A su vez, se encontraba mencionado en los arts. 1798, 2084, 2823 y 3718.
En Chile está establecido en el artículo 1147, y otros como por ejemplo, en los artículos 750 (en materia de fideicomisos) y 780 (usufructos) del Código Civil.
En Perú está regulado en los artículos 774,775,776,777 del Título VII del código civil(derecho de acrecer).
El derecho de acrecer tendrá también lugar entre los legatarios y los usufructuarios en las mismas condiciones que los herederos, artículo 987 del Código Civil.
- Datos: Q5803408